# Julie Manoukian
Julie Manoukian est une réalisatrice française née en 1982.

## Biographie
Julie Manoukian a suivi des études de lettres. Scénariste, elle a écrit et réalisé un premier long métrage, Les Vétos, sorti en 2019.
Elle est la fille du compositeur André Manoukian.

## Filmographie

### Cinéma
- 2019 : Les Vétos
- 2025 : Haut les mains[3]

### Télévision
- 2013 : Série TV Sous le soleil de Saint-Tropez (saison 1 épisode 13)
- 2021 : Fille de paysan
- 2023 : Droit de regard[4],[5],[6]
- 2025 : Ness et Rayan

## Publication
- Anna, chroniques de la débauche ordinaire, Pascal Golodé Éditions, 2009